# Perissus globithorax
Perissus globithorax är en skalbaggsart som beskrevs av Maurice Pic 1922. Perissus globithorax ingår i släktet Perissus och familjen långhorningar. Inga underarter finns listade i Catalogue of Life.